# 正木美術館

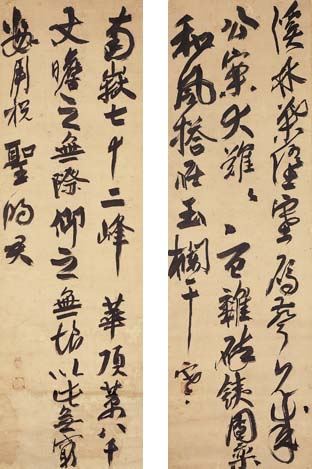
大燈国師墨蹟 渓林偈・南嶽偈

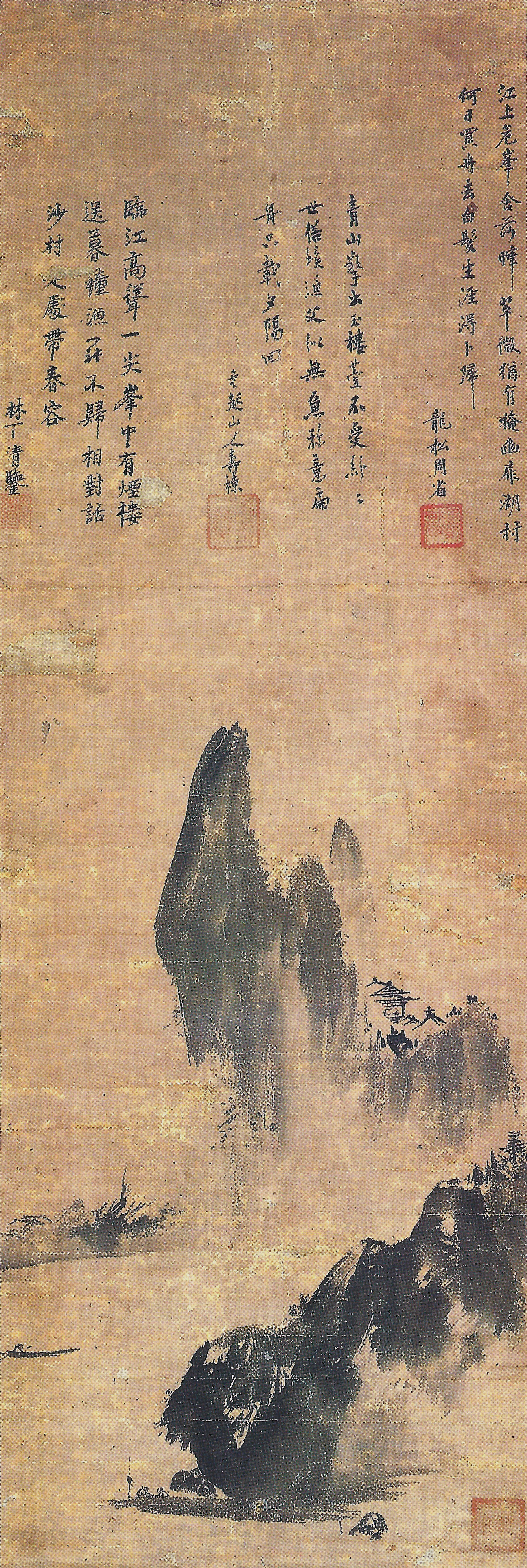
拙宗筆 山水図

正木美術館（まさきびじゅつかん）は、大阪府泉北郡忠岡町にある大阪府の登録博物館。正木孝之の収集品を収蔵展示、運営は公益財団法人正木美術館。
素封家・正木孝之が禅林文化に惹かれて収集した水墨画を中心とする日本・東洋の古美術品の収蔵・展示を目的として1968年11月に開館した。
国宝3件、国の重要文化財13件を含む所蔵品は約1300点に及ぶ。

## 施設
- 本館1階展示室
- 新館1階展示室
- 新館2階展示室

## 主な収蔵品

### 国宝

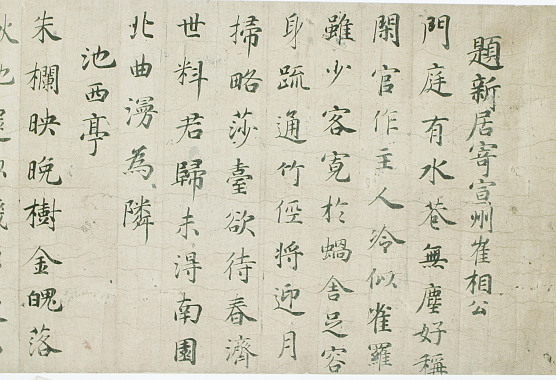
小野道風筆三体白氏詩巻

- 小野道風筆　三体白氏詩巻
- 藤原行成筆　白氏詩巻
- 大燈国師墨蹟　渓林偈・南嶽偈

### 重要文化財
- 紙本墨画淡彩六祖図（六祖慧能図）無学祖元賛
- 紙本墨画梅花図 絶海中津賛
- 紙本墨画山水図（湖山図）文清筆 一条兼良、瑞渓周鳳賛
- 紙本墨画淡彩山水図 岳翁筆 了庵桂悟、子通周量賛
- 紙本墨画山水図 拙宗（雪舟）筆  以参周省等三僧賛
- 紙本墨画蓮図 能阿弥筆 自詠和歌及七十五歳の款記がある[5]
- 絹本淡彩騎獅文殊像 虎関師錬賛
- 絹本著色騎獅文殊像 良全筆 乾峯士曇賛
- 絹本著色千利休像 伝長谷川等伯筆 天正十一年古渓宗陳賛
- 虚堂智愚墨蹟 送僧偈
- 北礀居簡墨蹟 七言絶句（梅の偈）
- 滅翁文礼墨蹟 七言律詩春（遊の詩）
- 竺田悟心墨蹟 中巌円月送別偈 泰定四年八月十五日

典拠：2000年（平成12年）までの指定物件については、『国宝・重要文化財大全 別巻』（所有者別総合目録・名称総索引・統計資料）（毎日新聞社、2000）による。

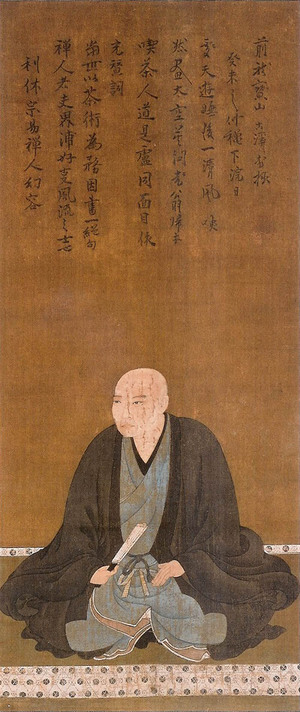
千利休像 伝長谷川等伯筆
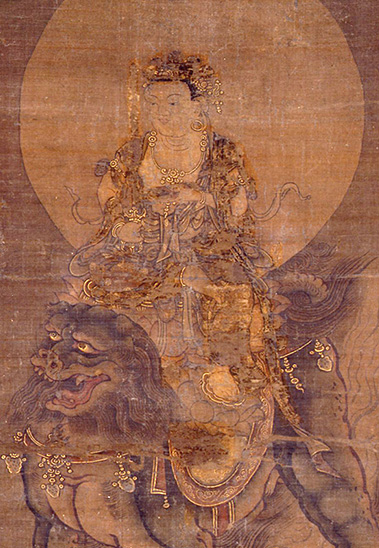
騎獅文殊図 虎関師錬賛
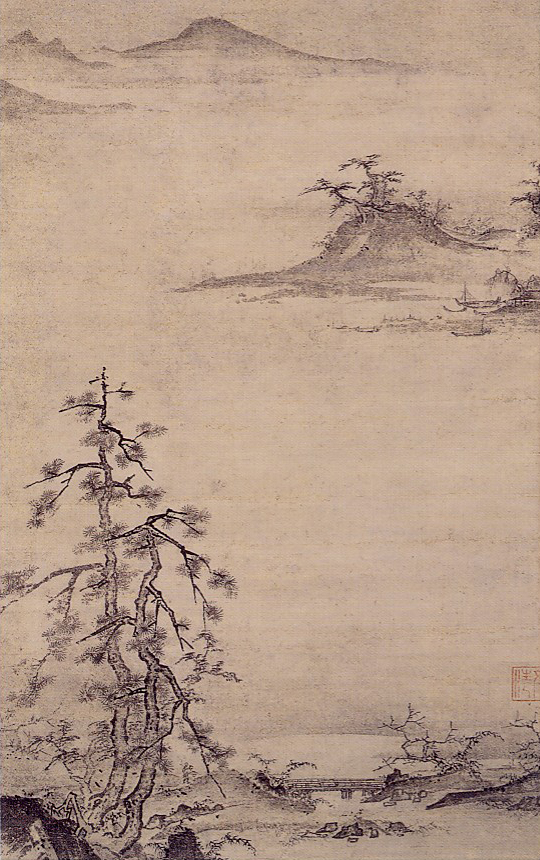
山水図 文清筆
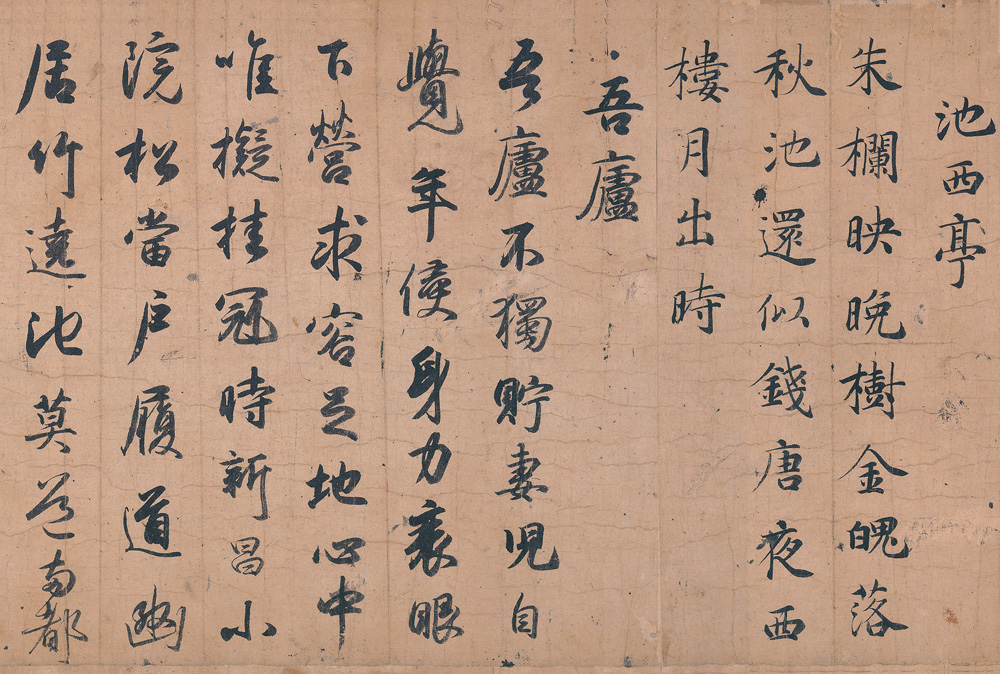
三体白氏詩巻 小野道風筆（部分）（国宝）
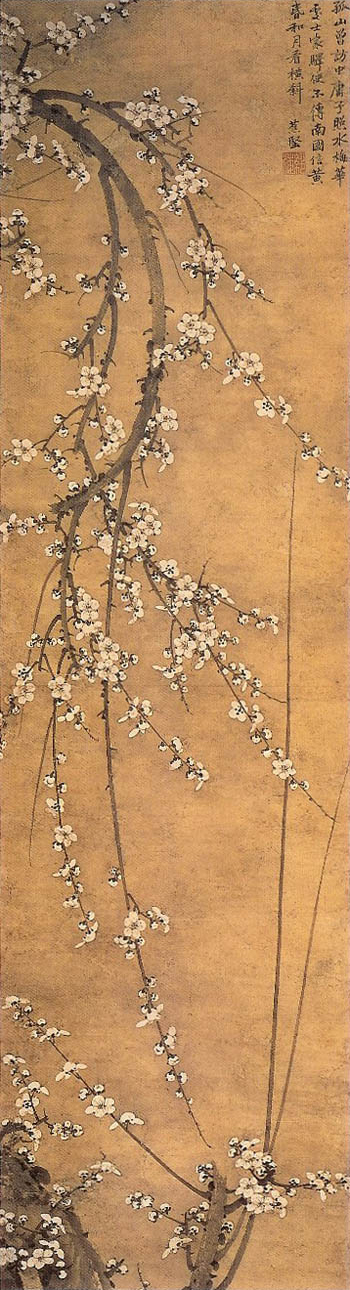
梅花図 絶海中津賛
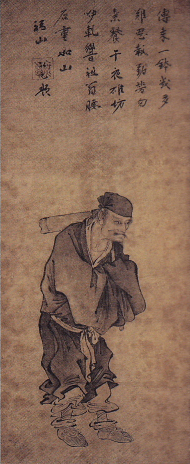
六祖図 無学祖元賛
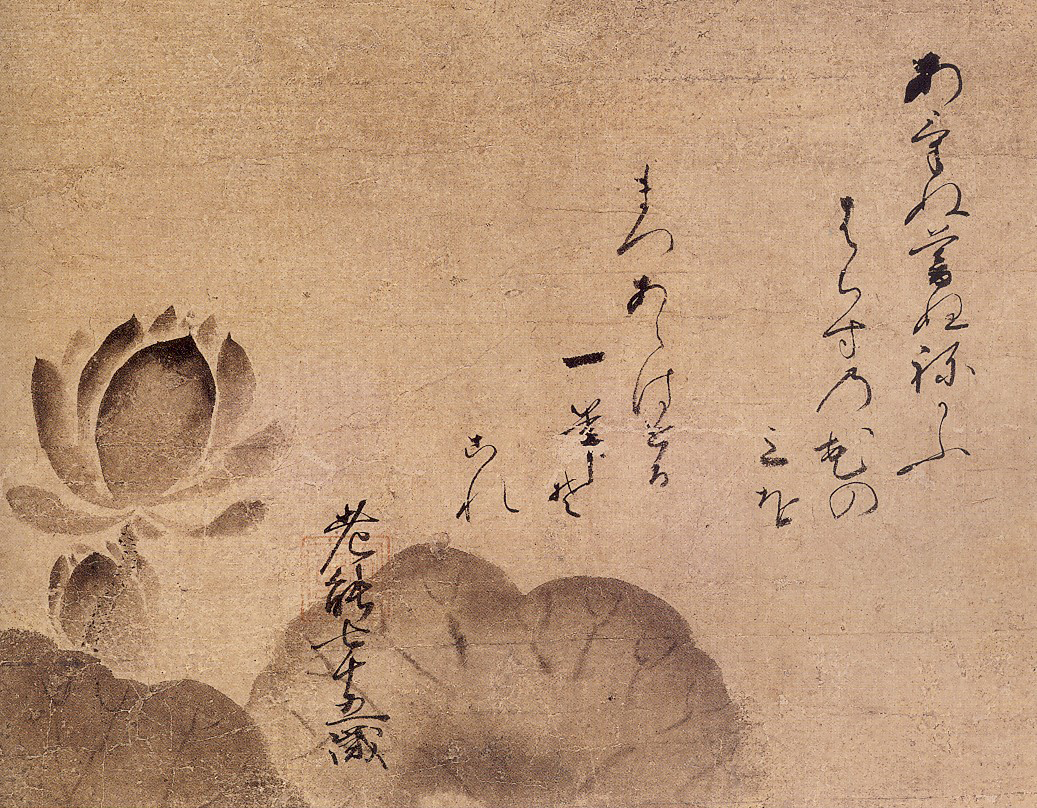
蓮図 能阿弥筆

### 登録有形文化財
美術館西側に建つ正木記念邸は2014年 (平成26年) 4月25日、以下の3点が国の登録有形文化財となった。美術館の入場券を購入すれば土曜、日曜のみ入場可能。
- 主屋 – 木造、入母屋造、瓦葺き、建築面積208m2。1949年 (昭和24年) 建築、27年改修。正面に渡廊下を介して玄関を構える。西端に土間を張出し、上手前列に八畳三室を並べて縁を廻らせ、孝之自身の雅号にちなみ滴凍庵と名付けた三畳台目と六畳の茶室を設ける[6]。
- 中門 - 昭和27年築。編笠門形式の棟門で、木造、檜皮葺、間口0.9m。丸太柱を根曲りのナグリ材の控柱で支え、竹簀戸を両開きに吊る。屋根は楕円平面で丸太垂木を放射状に配り、楕円状の小舞と広小舞、放射状のガマを重ねて軒を構成[7]。
- 腰掛待合 -  昭和27年築。木造平屋建、招造屋根の銅板葺、建築面積5m2。桁行4.1m、梁間1.4m。北半分を腰掛、南半分の砂雪隠を落棟とする。壁は土壁で腰掛北面に矩形の窓を穿つ[8]。

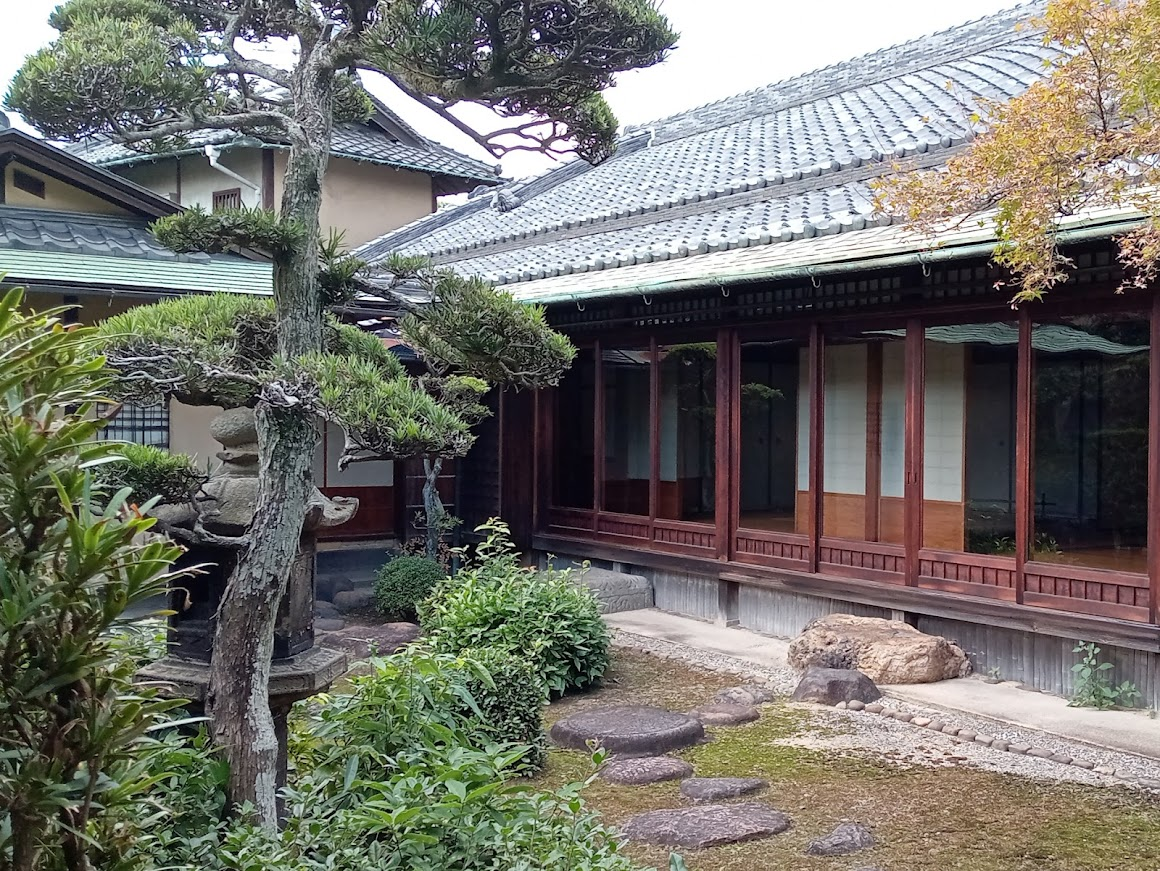
主屋 (縁側)
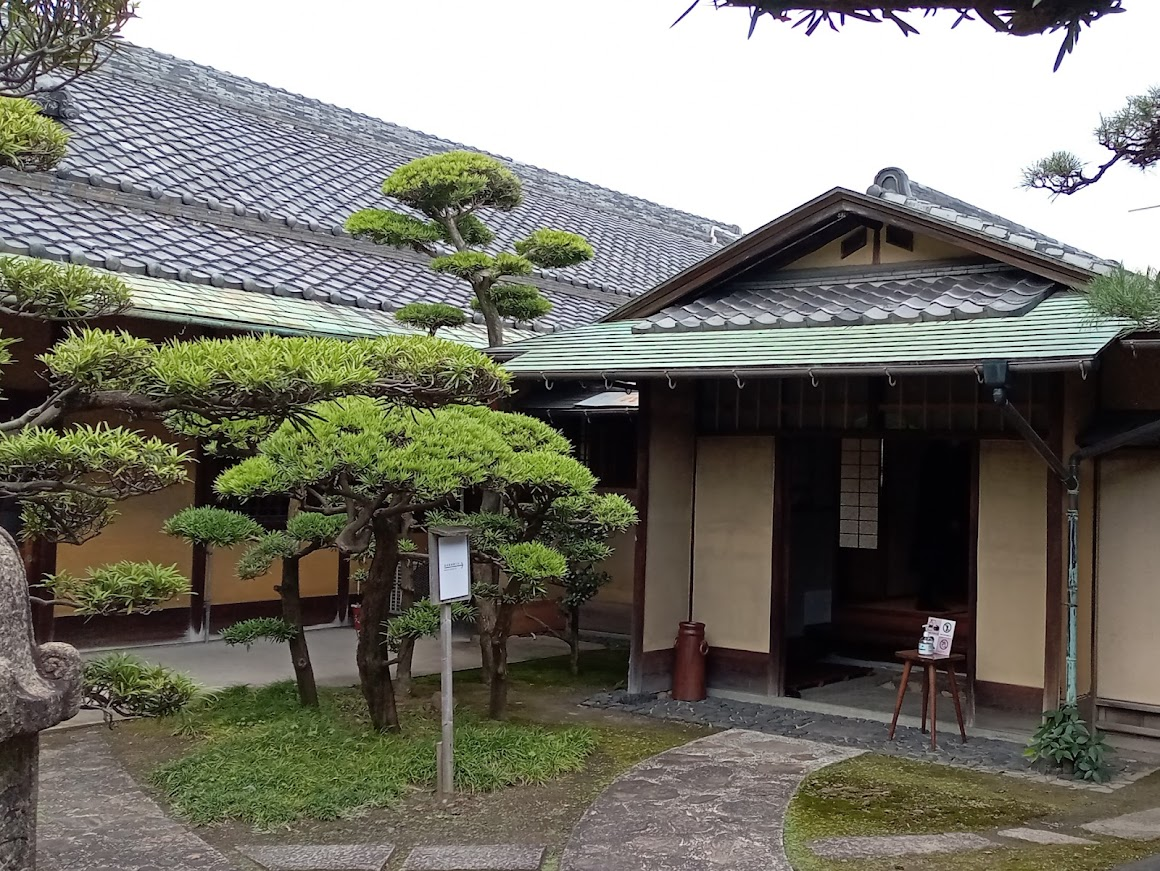
主屋 (玄関側)
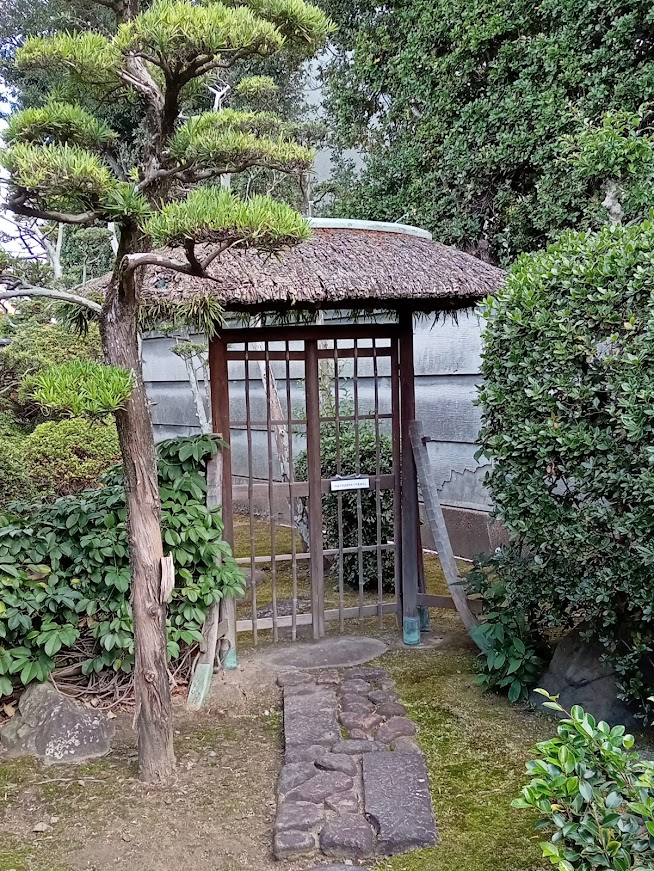
中門
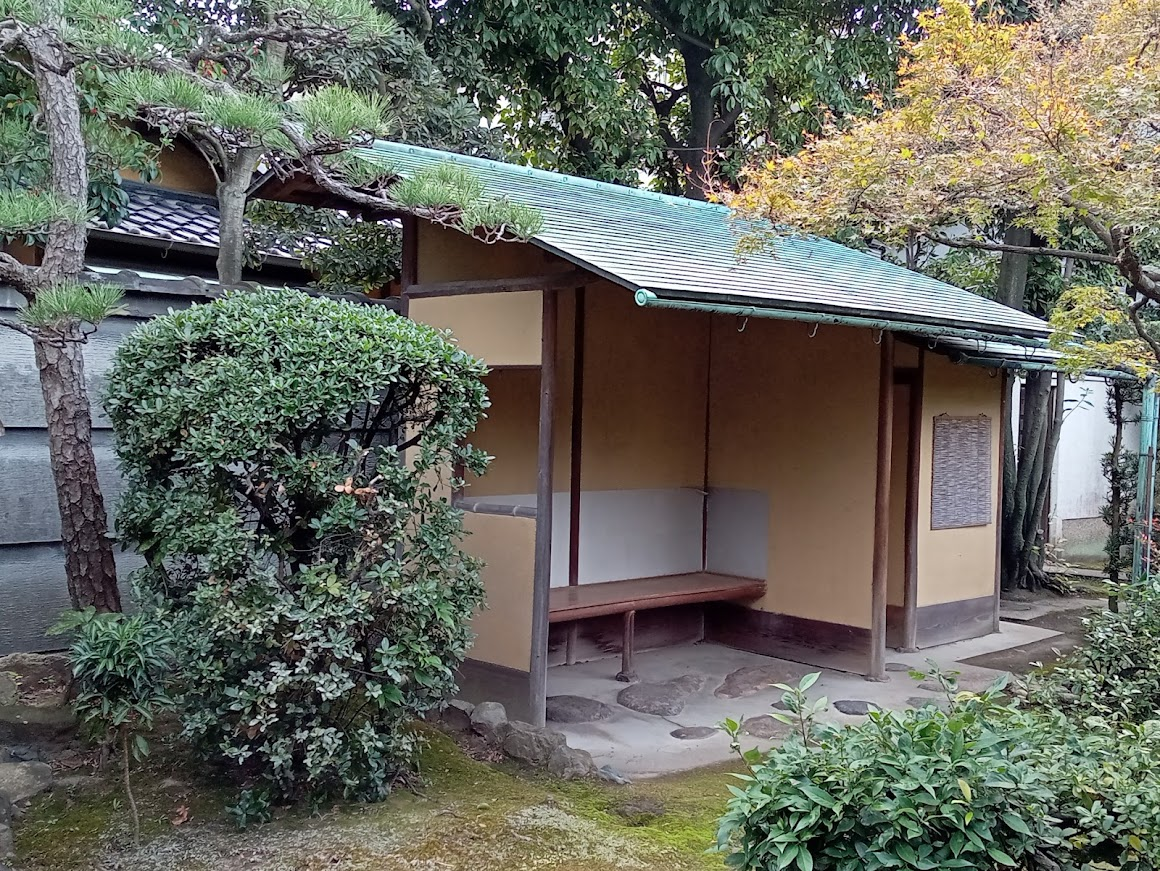
腰掛待合

## 所在地
- 〒595-0812　大阪府泉北郡忠岡町忠岡中2-9-26

## 交通アクセス
- 南海本線　忠岡駅　徒歩15分